# Liste der Biografien/Mans
Liste der Biografien |
Portal Biografien |
Personensuche
# |
A |
B |
C |
D |
E |
F |
G |
H |
I |
J |
K |
L |
M |
N |
O |
P |
Q |
R |
S |
T |
U |
V |
W |
X |
Y |
Z |
?
 
Ma |
Mb |
Mc |
Md |
Me |
Mf |
Mg |
Mh |
Mi |
Mj |
Mk |
Ml |
Mm |
Mn |
Mo |
Mp |
Mq |
Mr |
Ms |
Mt |
Mu |
Mv |
Mw |
Mx |
My |
Mz
 
Maa |
Mab |
Mac |
Mad |
Mae |
Maf |
Mag |
Mah |
Mai |
Maj |
Mak |
Mal |
Mam |
Man |
Mao |
Map |
Maq |
Mar |
Mas |
Mat |
Mau |
Mav |
Maw |
Max |
May |
Maz
 
Mana |
Manb |
Manc |
Mand |
Mane |
Manf |
Mang |
Manh |
Mani |
Manj |
Mank |
Manl |
Mann |
Mano |
Manp |
Manq |
Manr |
Mans |
Mant |
Manu |
Manv |
Manw |
Many |
Manz
Die Liste der Biografien führt alle Personen auf, die in der deutschsprachigen Wikipedia einen Artikel haben. Dieses ist eine Teilliste mit 354 Einträgen von Personen, deren Namen mit den Buchstaben „Mans“ beginnt.

## Mans
- Mans, Adolf (1901–1972), deutscher politischer KZ-Häftling
- Mans, Gerhard (* 1987), namibischer Radsportler
- Mans, Johannes (* 1958), deutscher Kommunalpolitiker und Bürgermeister von Radevormwald
- Mans, Perrie (1940–2023), südafrikanischer Snookerspieler
- Mans, Peter, südafrikanischer Snookerspieler
- Mans, Remigius († 1513), Lokalheld der Stadt Villingen-Schwenningen
- Mans, Richard (1890–1953), deutscher Augenarzt

### Mansa
- Mansa Musa, König von MaliMansa Musa

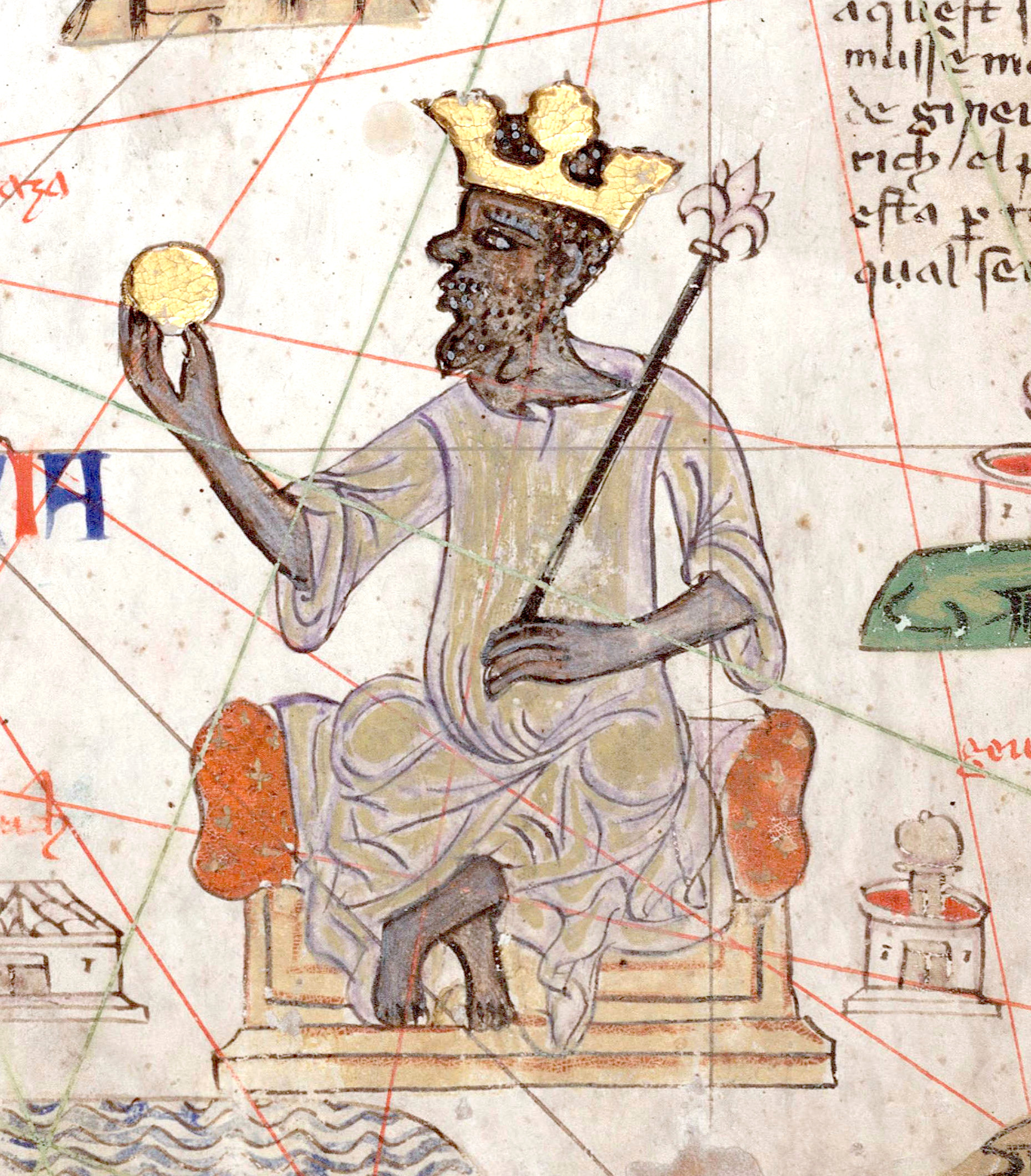
Mansa Musa

- Mansa, Johan Ludvig (1740–1820), dänischer Gärtner und Gartengestalter, Verfasser eines Gartenbuchs
- Mansala, Arto (* 1941), finnischer Diplomat
- Mansally, Abdoulie (* 1989), gambischer Fußballspieler
- Mansaray, Rashid († 1992), sierra-leonischer Rebellenführer
- Mansaré, Fodé (* 1981), guineischer Fußballspieler
- Mansart, François (1598–1666), französischer Architekt und Baumeister
- Mansart, Georges (* 1942), französischer Schauspieler
- Mansat, Marcel (1924–1996), französischer Fußballspieler

### Mansb
- Mansbach, Adam (* 1976), US-amerikanischer Autor
- Mansbacher, Herta (1885–1942), deutsche Lehrerin
- Mansberg, Otto Wilhelm von († 1767), hessen-kasselscher Amtshauptmann
- Mansberger, Jürgen (* 1988), österreichischer Fußballspieler
- Mansbridge, Jane (* 1939), US-amerikanische Politikwissenschaftlerin
- Mansbridge, John B. (1917–2016), US-amerikanischer Filmarchitekt
- Mansbrügge, Antje (* 1969), deutsche Literaturwissenschaftlerin

### Mansc
- Manschgo, Johann (1800–1867), österreichischer Maler
- Manschinger, Grete (1899–1971), österreichisch-US-amerikanische Schriftstellerin und Kabarettistin
- Manschot, Jeroen (* 1982), niederländischer Fußballschiedsrichter
- Manschura, Iwan (1851–1893), ukrainischer Ethnograph, Folklorist, Übersetzer und Dichter
- Manschus, Heinz-Gerold (* 1950), deutscher Fußballspieler
- Manscour, Louis-Joseph (* 1945), französischer Politiker (Mouvement républicain et citoyen), Mitglied der Nationalversammlung, MdEP

### Mansd
- Mansdorf, Amos (* 1965), israelischer Tennisspieler
- Mansdorf, Heinrich von († 1426), Abt des Klosters St. Gallen
- Mansdörfer, Marco (* 1975), deutscher Rechtswissenschaftler
- Månsdotter, Anna († 1890), schwedische Frau, wegen Mordes hingerichtetAnna Månsdotter († 1890)

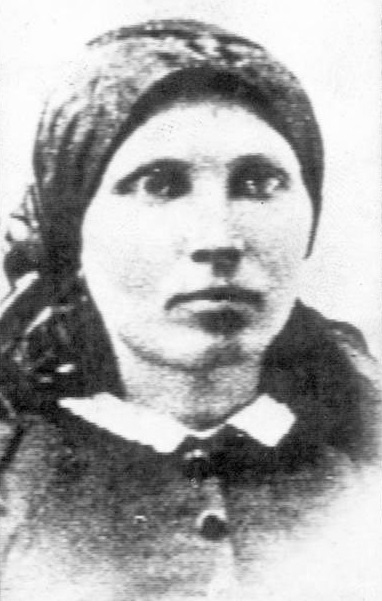
Anna Månsdotter († 1890)

- Månsdotter, Karin (1550–1612), schwedische Königin

### Manse
- Manse, Angelus (1357–1425), Abt des Stiftes Rein
- Manseau, Peter (* 1974), US-amerikanischer Schriftsteller
- Manseck, Paul (* 1879), deutscher Seminarlehrer und Politiker (Zentrum)
- Mansel Philipps, Richard (1768–1844), britischer Politiker
- Mansel, Anthony († 1643), walisischer Adliger und Militär
- Mansel, Arif Müfid (1905–1975), türkischer Klassischer Archäologe
- Mansel, Bartholomäus, römisch-katholischer Bischof
- Mansel, Bussy (1623–1699), walisischer Militär und Politiker
- Mansel, Bussy, 4. Baron Mansel († 1750), walisisch-britischer Adliger und Politiker
- Mansel, Christopher, 3. Baron Mansel († 1744), walisischer Adliger und Politiker
- Mansel, Courtenay (1880–1933), britischer Adliger und Politiker, Mitglied des House of Commons
- Mansel, Edward († 1585), englischer Adliger und Politiker
- Mansel, Edward, 1. Baronet († 1720), britischer Adliger
- Mansel, Edward, 2. Baronet († 1754), britischer Adliger
- Mansel, Edward, 3. Baronet († 1788), britischer Adliger
- Mansel, Edward, 4. Baronet († 1670), englischer Adliger
- Mansel, Edward, 4. Baronet († 1706), englischer Adliger und Politiker
- Mansel, Francis, walisischer Adliger
- Mansel, Heinz-Peter (* 1958), deutscher Jurist und Hochschullehrer
- Mansel, Henry Longueville (1820–1871), englischer Philosoph und Kleriker
- Mansel, Jean (1400–1473), französischer Schriftsteller und Historiker
- Mansel, Jürgen (1955–2012), deutscher Soziologe und Erziehungswissenschaftler
- Mansel, Lewis († 1638), walisischer Adliger
- Mansel, Mildred (1868–1942), englisch-britische Suffragette
- Mansel, Philip († 1471), walisischer Adliger
- Mansel, Philip (* 1951), britischer Historiker
- Mansel, Rhys (1487–1559), walisischer Adliger, Militär und Staatsmann
- Mansel, Robert, Konstabler von Antiochia
- Mansel, Robert (1695–1723), britischer Politiker
- Mansel, Simon, Konstabler von Antiochia
- Mansel, Thomas († 1631), englischer Adliger und Politiker
- Mansel, Thomas († 1684), walisischer Politiker
- Mansel, Thomas (1678–1706), walisischer Politiker
- Mansel, Thomas, 1. Baron Mansel (1667–1723), britischer Adliger und Politiker
- Mansel, Thomas, 2. Baron Mansel (1719–1744), walisischer Adliger und Politiker
- Mansel, William, 9. Baronet (1739–1804), britischer Adliger und Politiker
- Mansell, Clint (* 1963), englischer KomponistClint Mansell (* 1963)

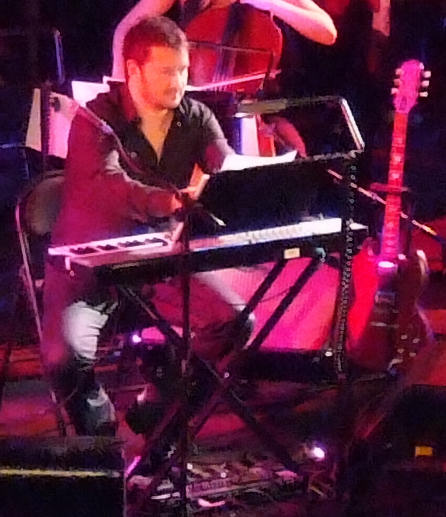
Clint Mansell (* 1963)

- Mansell, Francis (1579–1665), englischer Hochschullehrer
- Mansell, Greg (* 1987), britischer Rennfahrer
- Mansell, Henry Joseph (* 1937), US-amerikanischer Geistlicher, emeritierter römisch-katholischer Erzbischof von Hartford
- Mansell, Jack (1927–2016), englischer Fußballspieler und -trainer
- Mansell, Leo (* 1985), britischer Automobilrennfahrer
- Mansell, Michael (* 1951), politischer Aktivist der Aborigines
- Mansell, Mickey (* 1973), nordirischer Dartspieler
- Mansell, Nigel (* 1953), britischer RennfahrerNigel Mansell (* 1953)

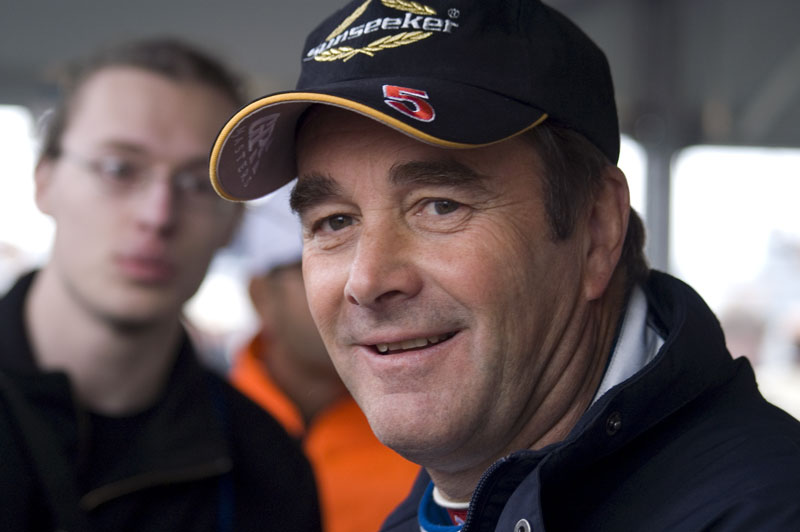
Nigel Mansell (* 1953)

- Mansell, Percy (1920–1995), rhodesischer Cricketspieler
- Mansell, Robert († 1652), englischer Militär, Politiker und Unternehmer
- Mansell, Scott (* 1985), britischer Rennfahrer
- Manselli, Raoul (1917–1984), italienischer Historiker
- Mansen, Erich (1929–2012), deutscher Künstler und Professor für Malerei
- Mansen, Matthias (* 1958), deutscher Druckgraphiker
- Manser, Albert (1937–2011), Schweizer Maler
- Manser, Bruno (* 1954), Schweizer Ethnologe und Umweltaktivist
- Manser, Emil (1951–2004), Schweizer Strassenkünstler
- Manser, Gabriela (* 1962), Schweizer Unternehmerin
- Manser, Gallus Maria (1866–1950), Schweizer Philosoph und katholischer Theologe
- Manser, Joe (* 1945), Schweizer Dialekt- und Volksmusikforscher
- Manser, Johann (1917–1985), Schweizer Musiker und Volksmusikforscher
- Manser, Markus (* 1957), Schweizer Radrennfahrer
- Manser, Marta (* 1962), Schweizer Verhaltensbiologin und Hochschullehrer
- Manser, Pauline (* 1969), australische Beachvolleyball- und Volleyballspielerin
- Manser, Silvia (* 1975), Schweizer Köchin
- Manser, Wendelin (* 1960), Schweizer Unternehmer und Politiker
- Mansergh, Martin (* 1946), irischer Politiker (Fianna Fáil)
- Mansergh, Nicholas (1910–1991), irischer Historiker
- Mansergh, Robert (1900–1970), britischer General
- Manservisi, Stefano (* 1954), italienischer EU-Beamter

### Mansf
- Mansfeld, Albert (1901–1995), deutscher Oberschulrat und Politiker (NSDAP)
- Mansfeld, Alfred (1870–1932), österreichisch-böhmischer Sanitätsoffizier, Forschungsreisender, Kolonialbeamter und ethnologischer Sammler
- Mansfeld, Alfred (1912–2004), israelischer Architekt
- Mansfeld, Antonie (1835–1875), österreichische Volkssängerin
- Mansfeld, August Heinrich (1816–1901), österreichischer Maler
- Mansfeld, Blanca (* 1880), Opfer des Holocaust
- Mansfeld, Bruno III. von (1576–1644), Malteserritter, Kriegsmann, Oberstjägermeister in habsburgischen Diensten
- Mansfeld, Carl Franz Anton von (1678–1717), 2. Fürst von Fondi und kaiserlicher Kammerherr
- Mansfeld, Claus (1902–1973), deutscher Polizist, General der Volkspolizei der DDR
- Mansfeld, David (1796–1863), deutscher Arzt und braunschweigischer Medizinalbeamter
- Mansfeld, Erika (* 1903), Opfer des Holocaust
- Mansfeld, Franz Maximilian von (1639–1692), Obersthofmeister der Kaiserin, Träger des Goldenen Vlies
- Mansfeld, Gebhard von († 1562), Erzbischof des Erzbistums Köln
- Mansfeld, Heinrich Franz von († 1715), österreichischer Diplomat, Feldmarschall und Hofkriegsratspräsident
- Mansfeld, Heinz (1899–1959), deutscher Kunsthistoriker und Denkmalpfleger
- Mansfeld, Jaap (* 1936), niederländischer Philosoph, Philosophiehistoriker und Hochschullehrer
- Mansfeld, Josef (1819–1894), österreichischer Stillleben- und Porträtmaler
- Mansfeld, Joseph Georg (1764–1817), österreichischer Kupferstecher
- Mansfeld, Karl (1859–1916), deutscher Reichsgerichtsrat
- Mansfeld, Karl von (1543–1595), spanischer und kaiserlicher General
- Mansfeld, Kurt (1910–1984), deutscher Motorradrennfahrer
- Mansfeld, Marcel (* 2001), deutsch-polnischer Fußballspieler
- Mansfeld, Péter (1941–1959), ungarischer Schüler und Opfer der kommunistischen Justiz in Ungarn
- Mansfeld, Peter Ernst I. von (1517–1604), Statthalter der spanischen Krone in den Niederlanden, Luxemburg und Brüssel; Feldmarschall der spanischen Armee
- Mansfeld, Peter Ernst II. von (1580–1626), Heerführer im Dreißigjährigen KriegPeter Ernst II. von Mansfeld (1580–1626)

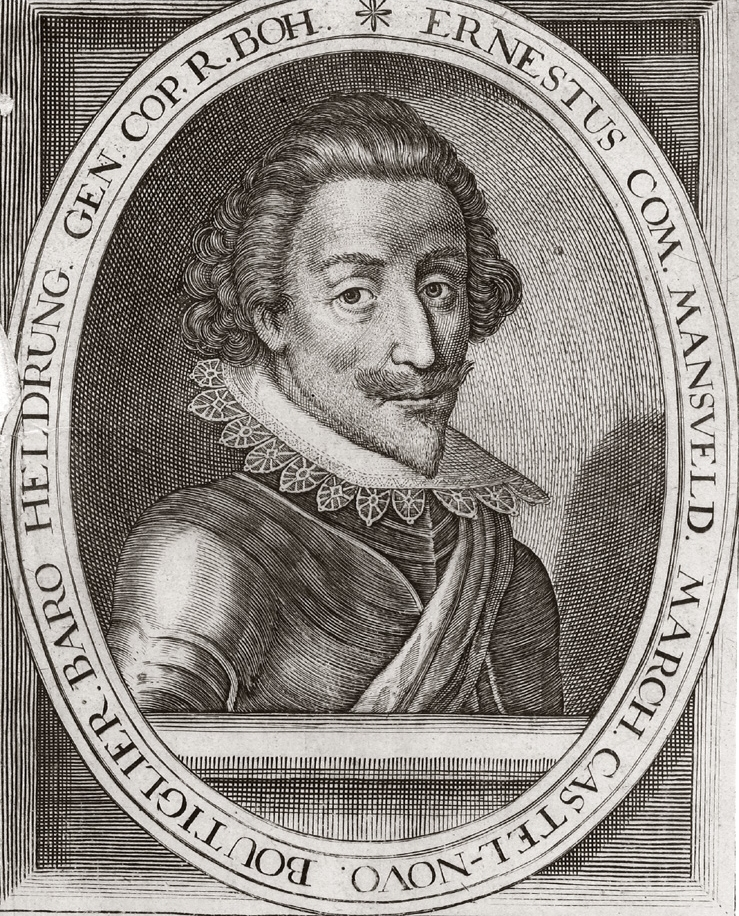
Peter Ernst II. von Mansfeld (1580–1626)

- Mansfeld, Philipp Ernst von (1560–1631), sächsischer Kreishauptmann
- Mansfeld, Philipp von (1589–1657), kaiserlicher Feldmarschall
- Mansfeld, Richard (1865–1943), deutscher Reichsgerichtsrat
- Mansfeld, Rudolf (1901–1960), deutscher Botaniker
- Mansfeld, Vollrad von (1520–1578), deutscher Söldnerführer
- Mansfeld, Werner (1893–1953), deutscher Ministerialbeamter im Reichsarbeitsministerium
- Mansfeld, Werner (1913–2011), deutscher Nachrichtentechniker und Professor
- Mansfeld, Wilhelm (1831–1899), deutscher Jurist
- Mansfeld, Wilhelm (1875–1955), deutscher Jurist
- Mansfeld, Wolfgang von (1575–1638), kaiserlicher Feldmarschall
- Mansfeld-Eisleben, Agnes von (1551–1637), Gräfin von Mansfeld und Ehefrau Gebhards I. von Waldburg
- Mansfeld-Hinterort, Maria von, Landgräfin von Hessen-Marburg
- Mansfield, Alan (1902–1980), australischer Jurist und Gouverneur
- Mansfield, Ben (* 1983), britischer Schauspieler
- Mansfield, Bob, US-amerikanischer Computeringenieur bei Apple
- Mansfield, Charles Blachford (1819–1855), englischer Chemiker
- Mansfield, Charles Edward (1828–1907), britischer Offizier und Diplomat
- Mansfield, Comins (1896–1984), englischer Schachkomponist
- Mansfield, David (* 1956), US-amerikanischer Komponist und Multiinstrumentalist
- Mansfield, Edwin (1930–1997), US-amerikanischer Ökonom
- Mansfield, Eric Harold (1923–2016), britischer Flugzeugingenieur und Ingenieurwissenschaftler
- Mansfield, Harvey (* 1932), US-amerikanischer Politikwissenschaftler
- Mansfield, Jayne (1933–1967), US-amerikanische Filmschauspielerin und Sexsymbol der 1950er JahreJayne Mansfield (1933–1967)

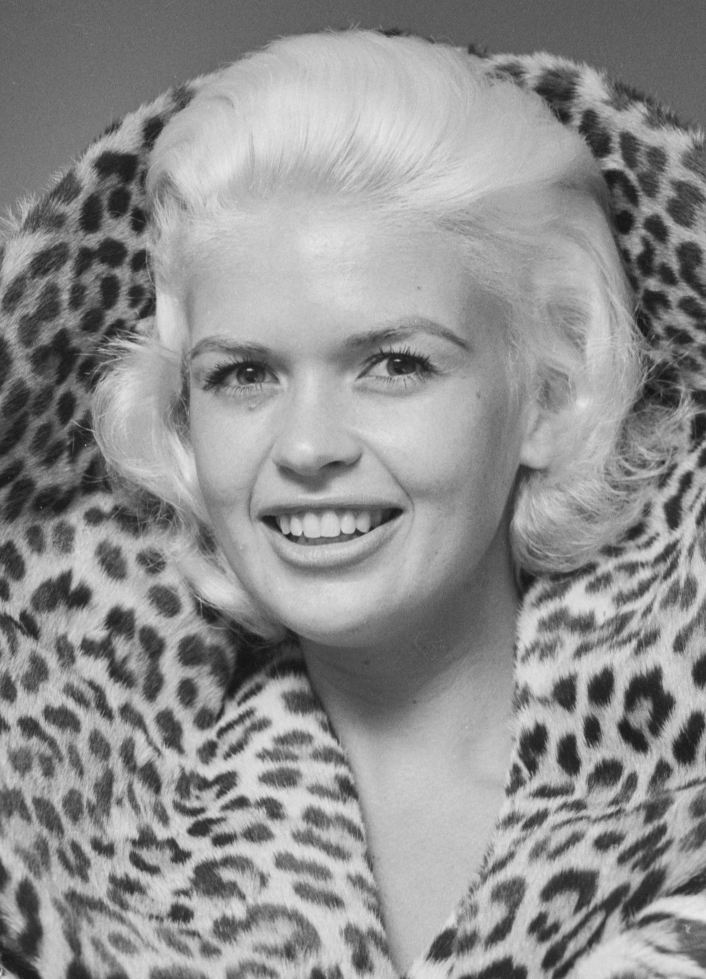
Jayne Mansfield (1933–1967)

- Mansfield, John (1822–1896), US-amerikanischer Politiker
- Mansfield, Joseph J. (1861–1947), US-amerikanischer Politiker
- Mansfield, Joseph K. (1803–1862), US-amerikanischer Generalmajor
- Mansfield, Katherine (1888–1923), neuseeländisch-britische Schriftstellerin
- Mansfield, Martha (1899–1923), US-amerikanische Musical- und Stummfilm-Schauspielerin
- Mansfield, Mike (1903–2001), US-amerikanischer Politiker
- Mansfield, Peter (1933–2017), britischer Physiker und Nobelpreisträger für Medizin
- Mansfield, Ralph, 4. Baron Sandhurst (1892–1964), englischer Adeliger
- Mansfield, Raymond (* 1977), US-amerikanischer Filmproduzent
- Mansfield, Richard (1857–1907), anglo-amerikanischer Schauspieler deutscher Herkunft
- Mansfield, Shaylee (* 2009), US-amerikanische Schauspielerin und YouTuberin
- Mansfield, Tony (* 1955), englischer Musiker, Songschreiber, Produzent
- Mansfield, William, 1. Baron Sandhurst (1819–1876), britischer General und Oberbefehlshaber in Indien und Irland
- Mansfield, William, 1. Viscount Sandhurst (1855–1921), britischer Politiker und Kolonialbeamter in Britisch-Indien

### Mansh
- Manshard, Walther (1923–2023), deutscher Geograph
- Mansharter, Theobald († 1610), deutscher Stiftsdekan und Weihbischof in Speyer sowie Titularbischof von Daulia
- Manshausen, Bettina (* 1972), deutsche Ökonomin und Hochschullehrerin
- Manship, Luther (1853–1915), US-amerikanischer Politiker
- Manship, Paul (1885–1966), amerikanischer Bildhauer
- Manshō, Mitsuru (* 1989), japanischer Fußballspieler
- Mansholt, Sicco (1908–1995), niederländischer Landwirt und PolitikerSicco Mansholt (1908–1995)

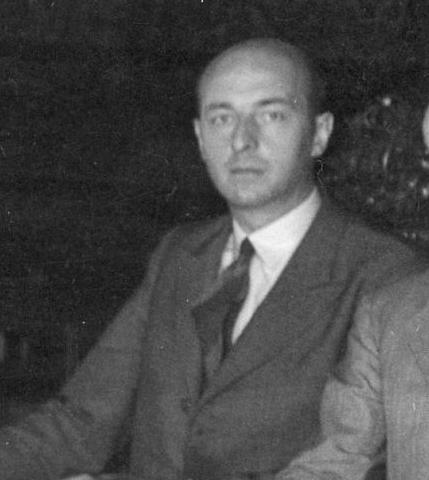
Sicco Mansholt (1908–1995)

### Mansi
- Mansi, Amr (* 1982), ägyptischer Squashspieler
- Mansi, Luigi (* 1952), italienischer Geistlicher, römisch-katholischer Bischof von Andria
- Mansi, Maurizio (* 1965), italo-kanadischer Eishockeyspieler und -trainer
- Mansilla Díez, Mario (* 2002), spanischer Tennisspieler
- Mansilla Reoyo, Demetrio (1910–1998), spanischer Geistlicher, Bischof von Ciudad Rodrigo
- Mansilla, Brian (* 1997), argentinischer Fußballspieler
- Mansilla, Eduarda (1834–1892), argentinische Schriftstellerin
- Mansilla, Humberto (* 1996), chilenischer Leichtathlet
- Mansilla, Luis (* 1986), chilenischer Bahn- und Straßenradrennfahrer
- Mansilla, Miguel (1953–2013), uruguayischer Fußballspieler
- Mansinger, Gottfried Valentin (1737–1817), österreichischer Porträtmaler
- Mansini, Renata (* 1968), italienische Wirtschaftswissenschaftlerin und Hochschullehrerin
- Mansion, Barbara (1961–2022), deutsche Autorin
- Mansion, Colard, flämischer Buchhändler und Buchdrucker
- Mansion, John Edmond (1870–1942), britischer Romanist, Anglist und Lexikograf französischer Herkunft
- Mansion, Paul (1844–1919), belgischer Mathematiker
- Mansion, Suzanne (1916–1981), belgische Philosophiehistorikerin
- Mansız, İlhan (* 1975), türkischer Schauspieler und Fußballspielerİlhan Mansız (* 1975)

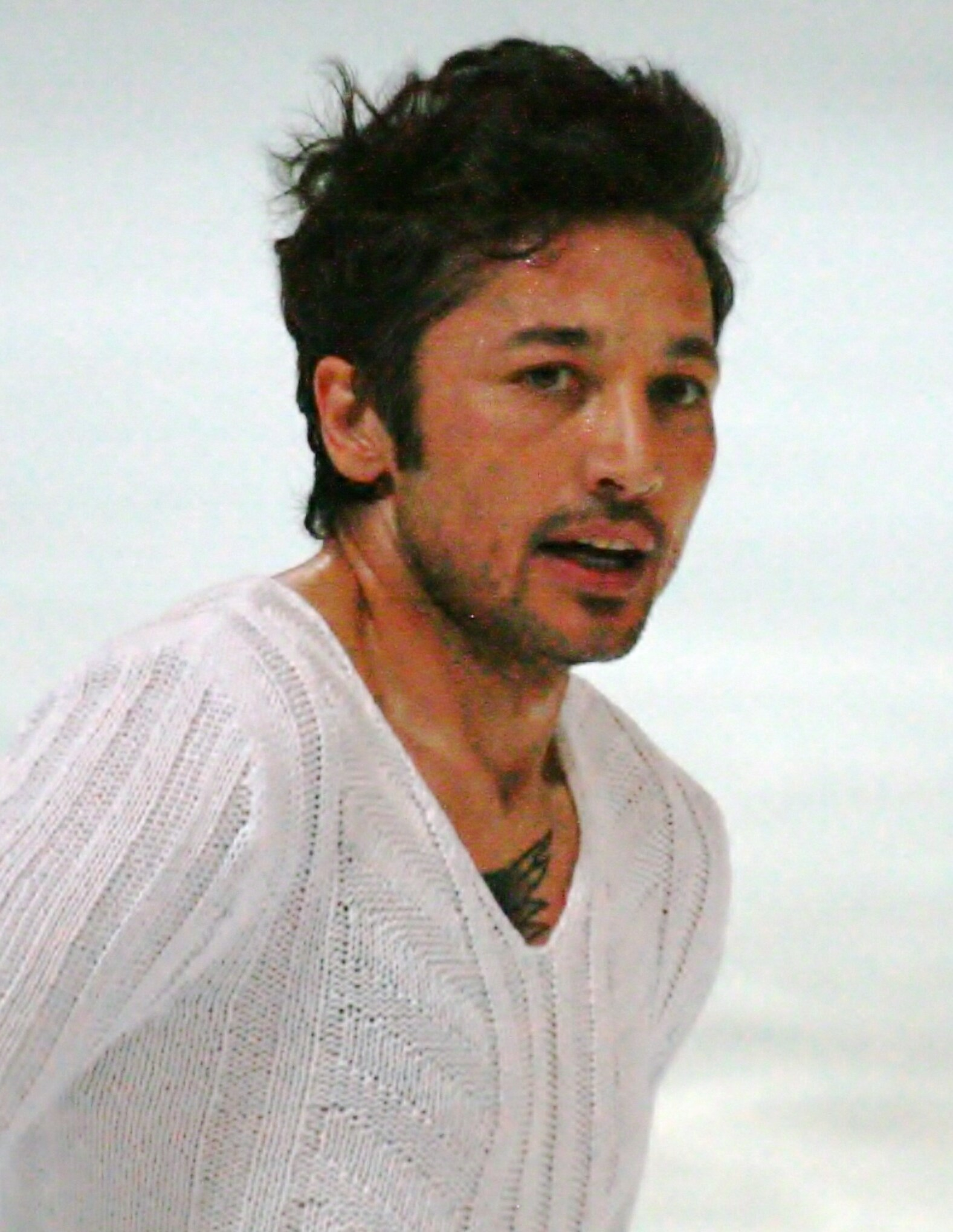
İlhan Mansız (* 1975)

- Mansız, Yolcu (* 1993), türkischer Fußballspieler

### Mansk
- Manske, Dietrich-Jürgen (1937–2019), deutscher Geograph und Heimatforscher
- Manske, Hans-Joachim (1944–2022), deutscher Kunsthistoriker und Verwaltungsbeamter
- Manske, Hermann (1839–1919), deutscher Industrieller und Pionier der Zementindustrie
- Manske, Jane (1910–1989), US-amerikanische Wasserspringerin
- Manske, Johannes (* 2000), deutscher Fußballspieler
- Manske, Magnus (* 1974), deutscher Biologe und Software-Entwickler
- Manske, Marco (* 1983), deutscher Fußballspieler
- Manske, Paul (* 2001), deutscher Fußballspieler
- Manske, Ulrich (1954–2013), deutscher Politiker (CDU), MdA Berlin
- Manske, Wilhelm (* 1951), deutscher Filmschauspieler
- Manski, Charles F. (* 1948), US-amerikanischer Wirtschaftswissenschaftler
- Manski, Ernst-Eberhard (* 1954), deutscher Schriftsteller, Übersetzer, Skandinavist und Historiker
- Manski, Natascha (* 1973), deutsche Autorin
- Manski, Witali Wsewolodowitsch (* 1963), russischer FilmregisseurWitali Wsewolodowitsch Manski (* 1963)

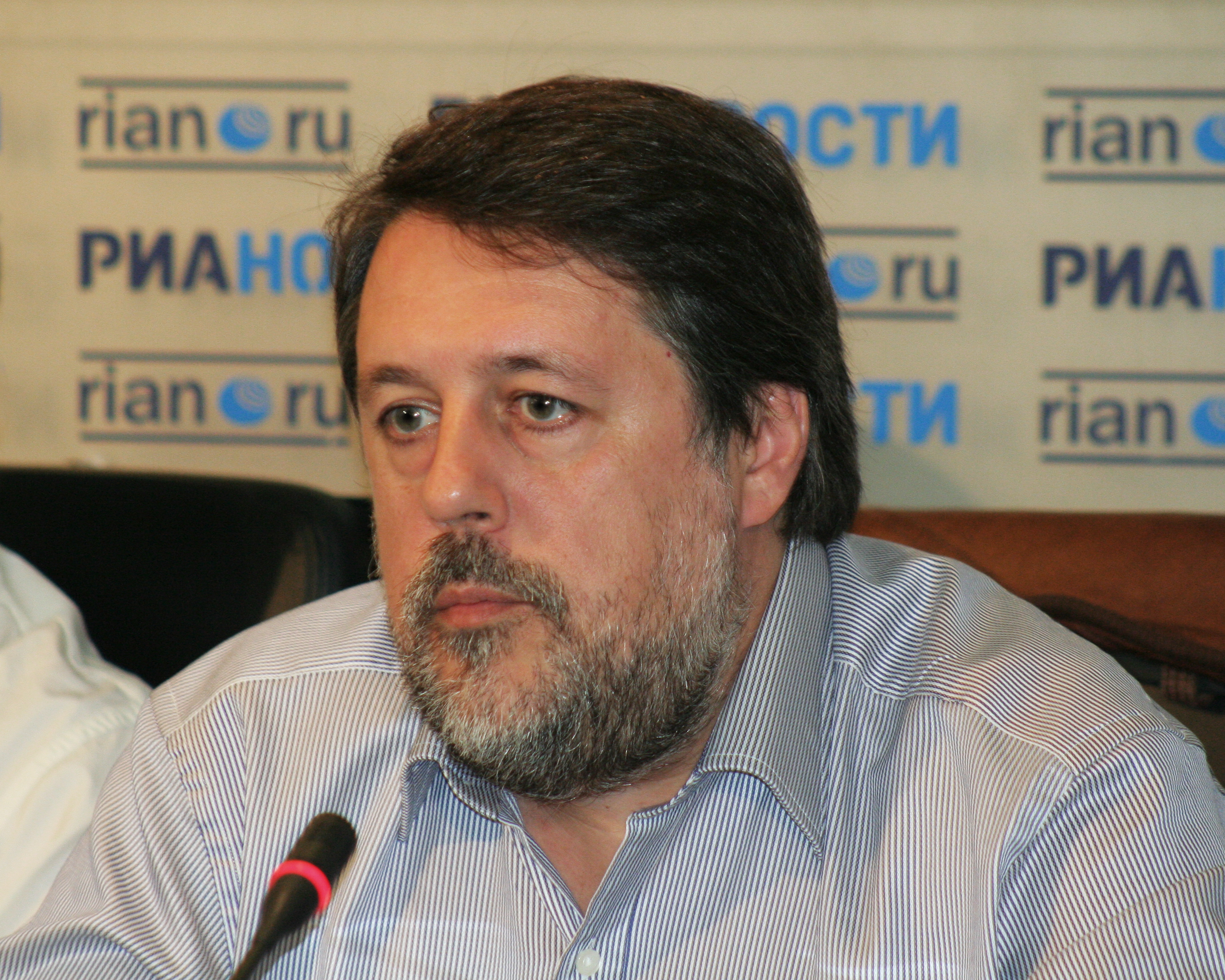
Witali Wsewolodowitsch Manski (* 1963)

- Manskirsch, Bernard Gottfried (1736–1817), deutscher Maler
- Manskirsch, Franz Joseph (1768–1830), deutscher Porträt- und Landschaftsmaler
- Manskirsch, Johann Christoph (1689–1760), Bildhauer
- Manskopf, Friedrich Nicolas (1869–1928), deutscher Musikwissenschaftler, Sammler und Weinhändler

### Mansl
- Manslieb, Jonatha, Meisterin des Klosters Rüegsau

### Mansm
- Mansmann, Till (* 1968), deutscher Politiker (FDP), MdB

### Mansn
- Mansner, Magnus (* 1957), finnischer Radrennfahrer

### Manso
- Manso de Noronha, Juana (1819–1875), argentinische Schriftstellerin, Feministin, Komponistin, Pädagogin und Journalistin
- Manso de Velasco, José Antonio († 1767), Gouverneur von Chile, Vizekönig von Peru
- Manso, Alberto, spanischer Squashspieler
- Manso, Alonso (1460–1539), spanischer Bischof in Puerto Rico
- Manso, Francisco (* 1949), portugiesischer Regisseur
- Manso, Giovanni Battista (1570–1645), italienischer Aristokrat, Gelehrter und Förderer der Künste und Künstler
- Manso, Johann Kaspar Friedrich (1759–1826), deutscher Philologe
- Manso, Johann Siegmund (1731–1796), deutscher Lehrer und Rektor
- Manso, José Maria Matrés (* 1954), spanischer Diplomat und Botschafter
- Manso, Luis (* 1961), spanischer Filmproduzent und Kameramann
- Manson, Alan (1918–2002), US-amerikanischer Schauspieler
- Manson, Amy (* 1985), britische Schauspielerin
- Manson, Andra (* 1984), US-amerikanischer Hochspringer
- Manson, Bruce (* 1956), US-amerikanischer Tennisspieler
- Manson, Charles (1934–2017), US-amerikanischer MörderCharles Manson (1934–2017)

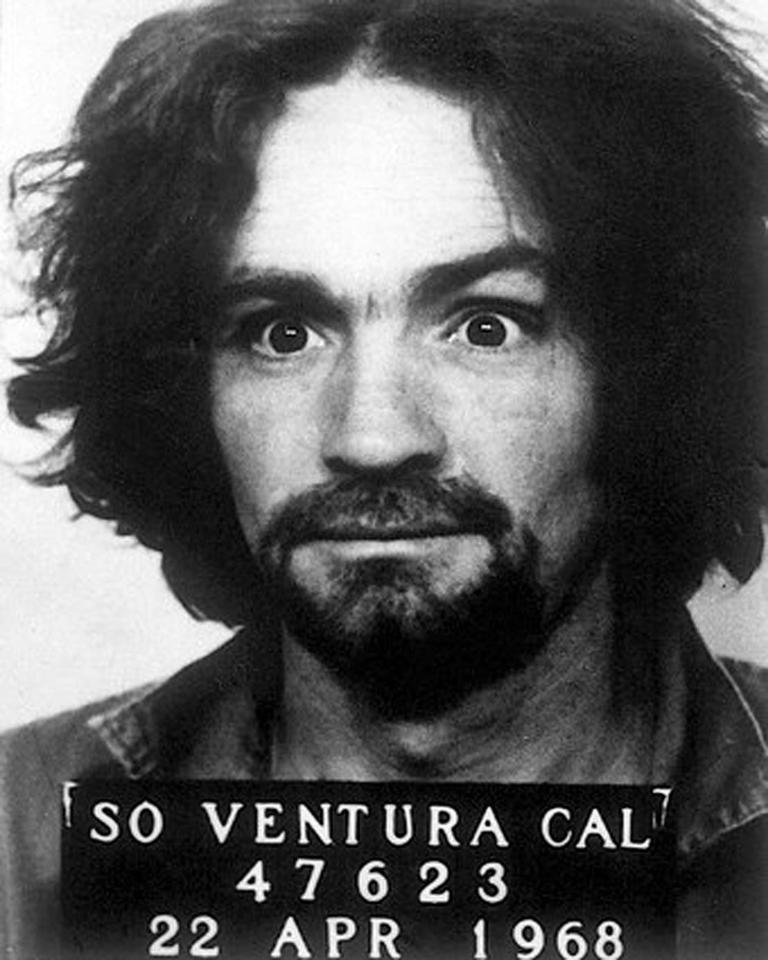
Charles Manson (1934–2017)

- Manson, Dave (* 1967), kanadischer Eishockeyspieler und -trainer
- Manson, David (* 1956), US-amerikanischer Posaunist, Komponist und Improvisationsmusiker
- Manson, Jakob von (1724–1809), bayerischer Generalleutnant der Artillerie
- Manson, Jeane (* 1950), US-amerikanische Schauspielerin und Sängerin
- Manson, JoAnn E. (* 1953), US-amerikanische Internistin, Epidemiologin und Präventionsmedizinerin
- Manson, Josh (* 1991), kanadischer Eishockeyspieler
- Manson, Mahlon Dickerson (1820–1895), US-amerikanischer Offizier und Politiker
- Manson, Marilyn (* 1969), US-amerikanischer MusikerMarilyn Manson (* 1969)

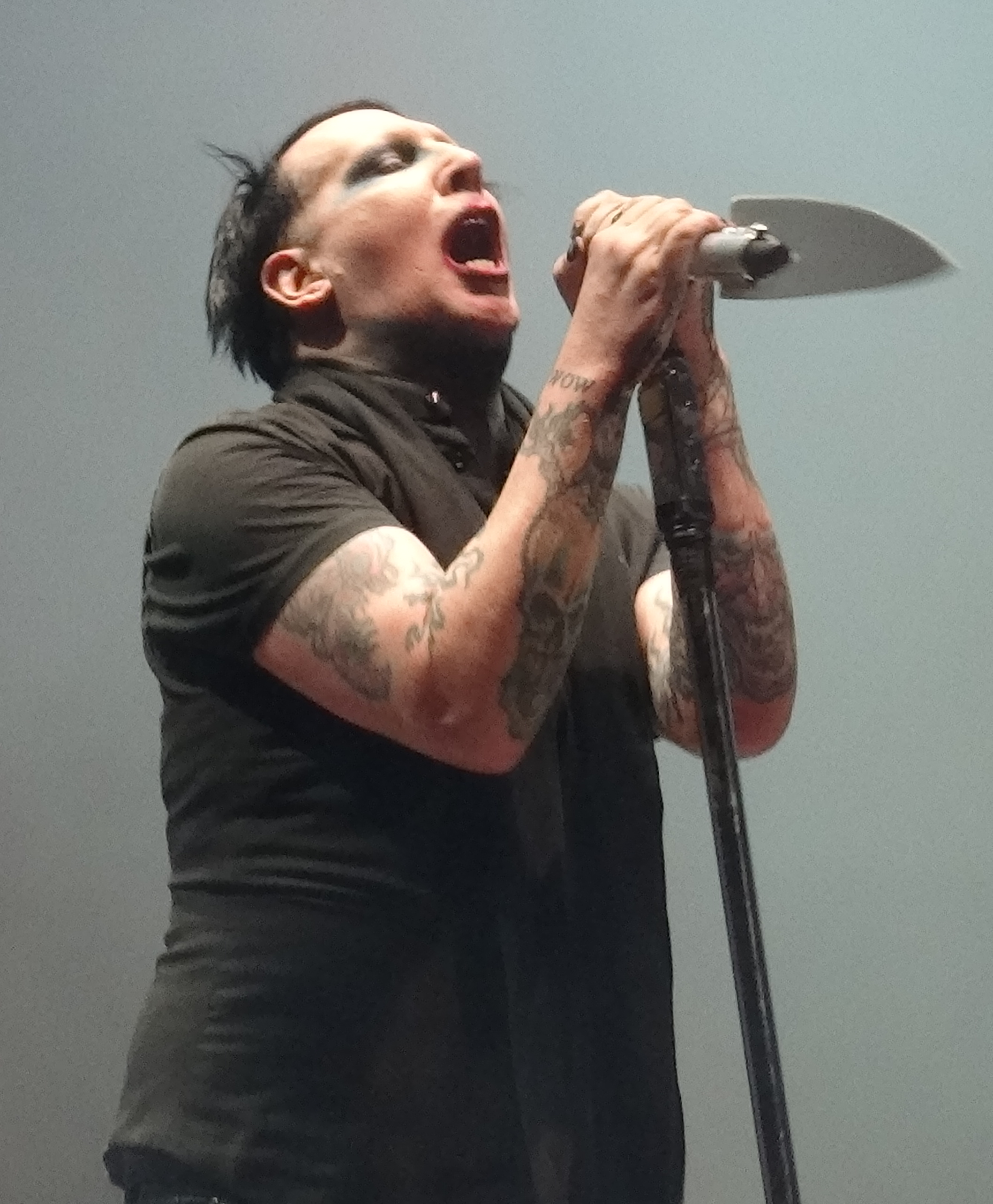
Marilyn Manson (* 1969)

- Manson, Nikki (* 1994), britische Hochspringerin
- Manson, Pat (* 1967), US-amerikanischer Stabhochspringer
- Manson, Patrick (1844–1922), schottischer Tropenmediziner und Parasitologe
- Manson, Robert (* 1985), irischer Filmregisseur, Drehbuchautor und Filmproduzent
- Manson, Robert (* 1989), neuseeländischer Ruderer
- Manson, Shirley (* 1966), schottische Sängerin der Gruppe Garbage
- Manson, Taylor (* 1999), US-amerikanische Sprinterin
- Manson, Wadim Arkadjewitsch (* 1994), russischer Fußballspieler
- Manson-Bahr, Philip (1881–1966), britischer Zoologe und Tropenmediziner
- Mansoor (* 1995), arabischer Wrestler
- Mansoor, Yasemin (* 1979), deutsche Sängerin, Miss Germany 1996
- Mansoori, Kaweh (* 1988), deutscher Rechtsanwalt und Politiker (SPD)
- Mansour bin Zayed Al Nahyan (* 1970), arabischer Unternehmer und Mitglied der Herrscherfamilie von Abu Dhabi
- Mansour, Abdel Malik (* 1952), jemenitischer Politiker und Diplomat
- Mansour, Adnan (* 1946), libanesischer Diplomat und ehemaliger Außenminister
- Mansour, Agnes Mary (1931–2004), US-amerikanische römisch-katholische Theologin
- Mansour, Ahmad (1960–2011), iranisch-US-amerikanischer Jazzmusiker
- Mansour, Ahmad (* 1976), israelisch-deutscher Psychologe und AutorAhmad Mansour (* 1976)

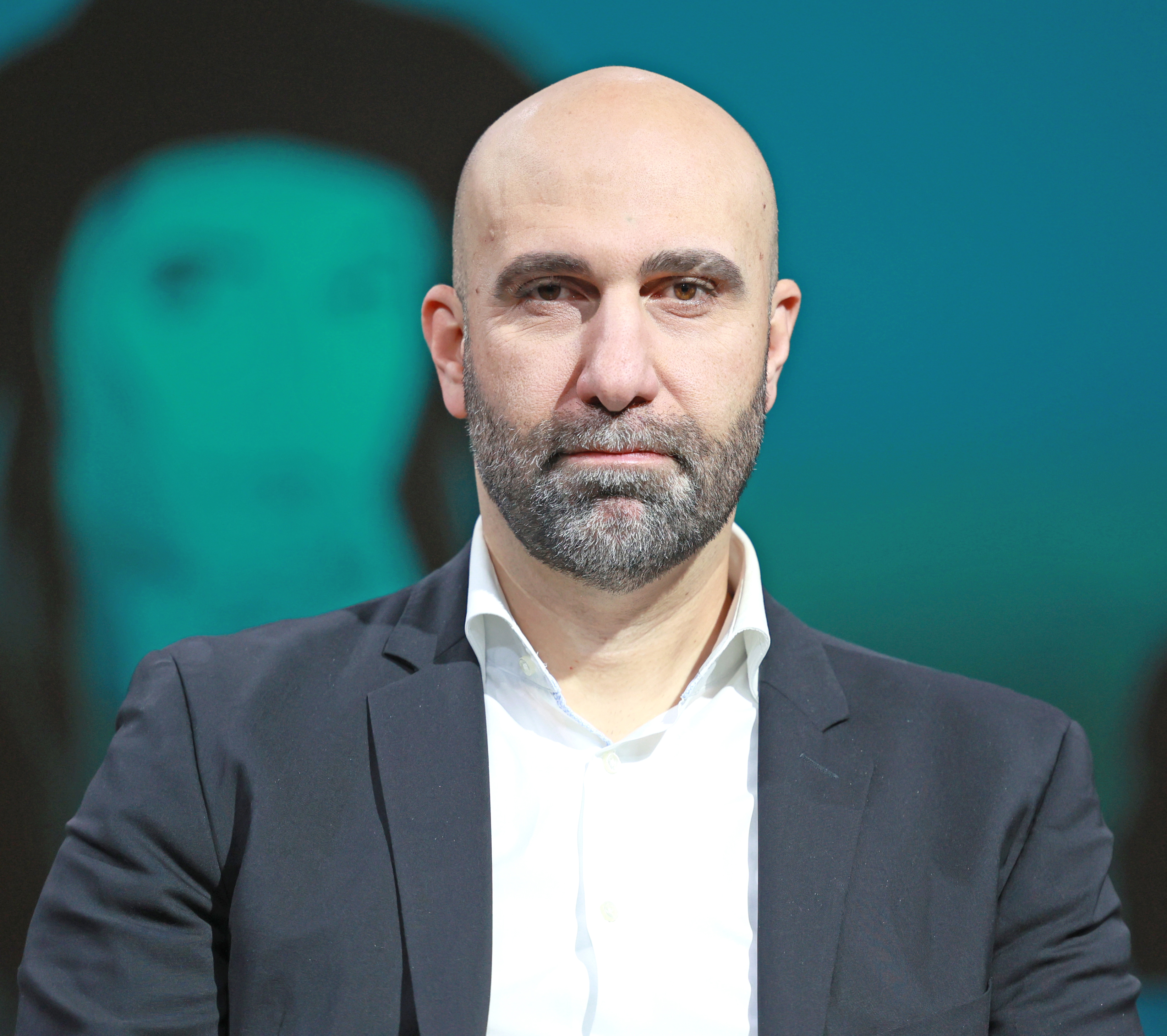
Ahmad Mansour (* 1976)

- Mansour, Ahmed (* 1962), ägyptischer Fernsehjournalist
- Mansour, Alexa (* 1996), US-amerikanische Schauspielerin und Model
- Mansour, Anis (1925–2011), ägyptischer Schriftsteller und Philosoph
- Mansour, Christine (* 1993), US-amerikanische Handballspielerin
- Mansour, Fadhma Aït (1882–1967), algerische Sängerin
- Mansour, Gregory John (* 1955), US-amerikanischer Geistlicher, Bischof der maronitischen Eparchie „Heiliger Maron“ von Brooklyn (USA)
- Mansour, Jean (1928–2006), libanesischer Geistlicher, melkitischer Weihbischof in Antiochia
- Mansour, Joyce (1928–1986), ägyptische Dichterin und Schriftstellerin des Surrealismus
- Mansour, Luna (* 1992), israelische Schauspielerin und Model
- Mansour, Manou (* 1980), französischer Dichter
- Mansour, Mohamed (* 1948), ägyptischer Unternehmer
- Mansour, Mustafa (1914–2002), ägyptischer Fußballspieler
- Mansour, Nour (* 1989), libanesischer Fußballspieler
- Mansour, Reda (* 1965), israelischer Autor und Diplomat
- Mansour, Riyad (* 1947), palästinensisch-amerikanischer DiplomatRiyad Mansour (* 1947)

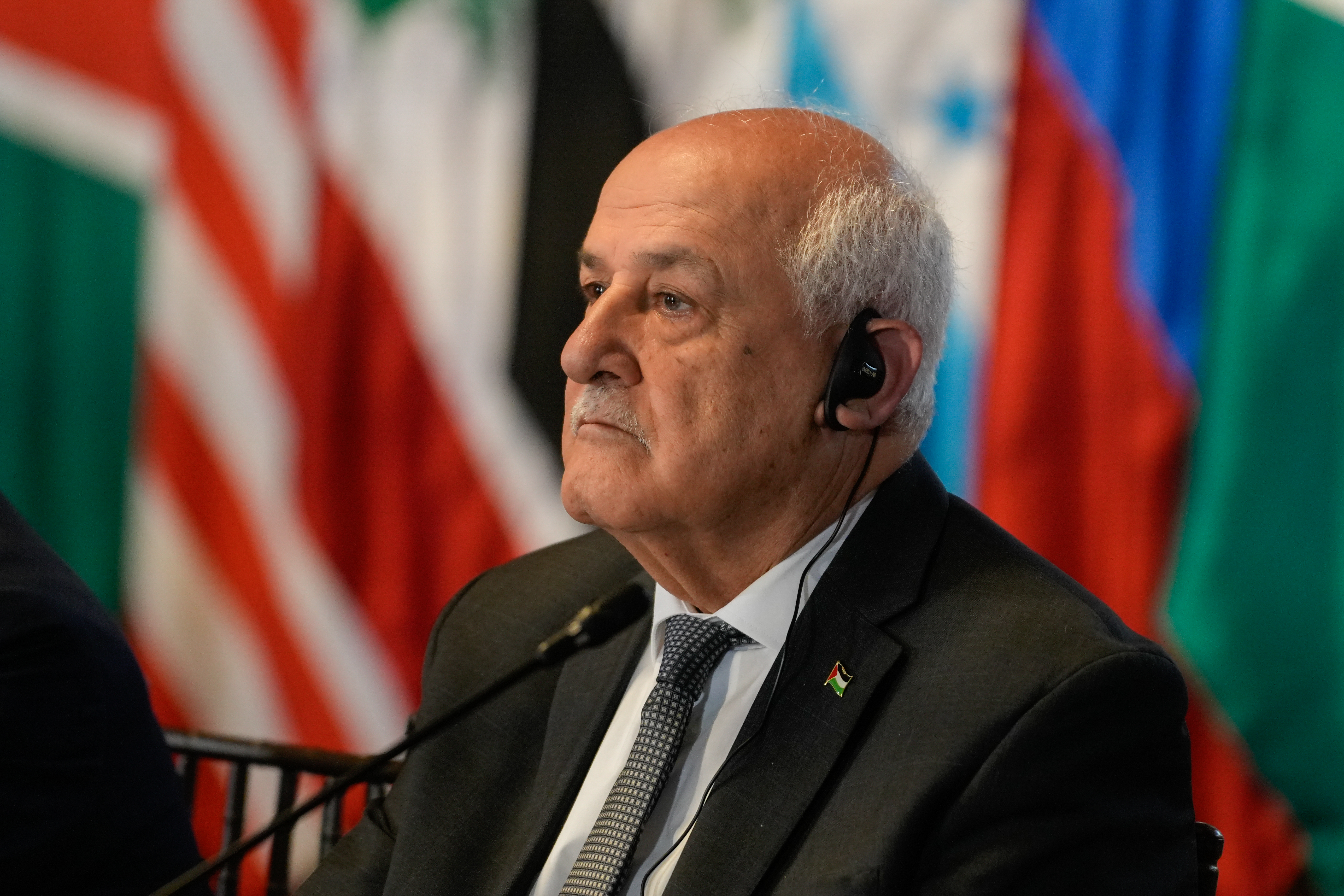
Riyad Mansour (* 1947)

- Mansour, Samuel (* 1990), französischer Fußballspieler
- Mansour, Shadia (* 1985), britisch-palästinensische Rapperin
- Mansour, Talal (* 1964), katarischer Leichtathlet
- Mansourati, Clément Ignace (1917–1982), türkischer Geistlicher und Weihbischof im syrisch-katholischen Patriarchat von Antiochia
- Mansouri, Ahlem (* 1985), tunesische Fußballspielerin
- Mansouri, Faouzi (1956–2022), algerischer Fußballspieler
- Mansouri, Lotfi (1929–2013), US-amerikanischer Operndirektor und -regisseur
- Mansouri, Mohammadreza (* 1978), iranischer Fußballschiedsrichter
- Mansouri, Mustapha (* 1953), marokkanischer Diplomat
- Mansouri, Reza (* 1948), iranischer Physiker
- Mansouri, Schahrzad (* 1969), deutsche Karateka
- Mansouri, Skander (* 1995), tunesischer Tennisspieler
- Mansouri, Tahar (* 1965), tunesischer Marathonläufer
- Mansouri, Yasmine (* 2001), französische Tennisspielerin
- Mansouri, Yazid (* 1978), algerischer Fußballspieler
- Mansourian, Alireza (* 1971), iranischer Fußballspieler und -trainer

### Manss
- Manss, Thomas (* 1960), deutscher Grafikdesigner und Art Director
- Manssen, Gerrit (* 1959), deutscher Jurist und Professor an der Universität Regensburg
- Månsson, Anton (* 1989), schwedischer Handballspieler
- Månsson, Arne (1925–2003), schwedischer Fußballspieler
- Månsson, Claes (* 1950), schwedischer Schauspieler
- Månsson, Nadja (* 1988), deutsche Handballspielerin
- Månsson, Tilda (* 2004), schwedische Duathletin und Triathletin
- Manssour, Hamid (* 1992), syrischer Diskuswerfer

### Manst
- Manstadt, Johann Wilhelm (1722–1788), schwedischer Bildhauer
- Manstein, Bodo (1911–1977), deutscher Arzt und Umweltschützer
- Manstein, Bodo (* 1962), deutscher Schriftsteller
- Manstein, Christoph Hermann von (1711–1757), preußischer Generalmajor
- Manstein, Dietmar J. (* 1955), deutscher Biochemiker
- Manstein, Erich von (1887–1973), deutscher Generalfeldmarschall im Zweiten WeltkriegErich von Manstein (1887–1973)

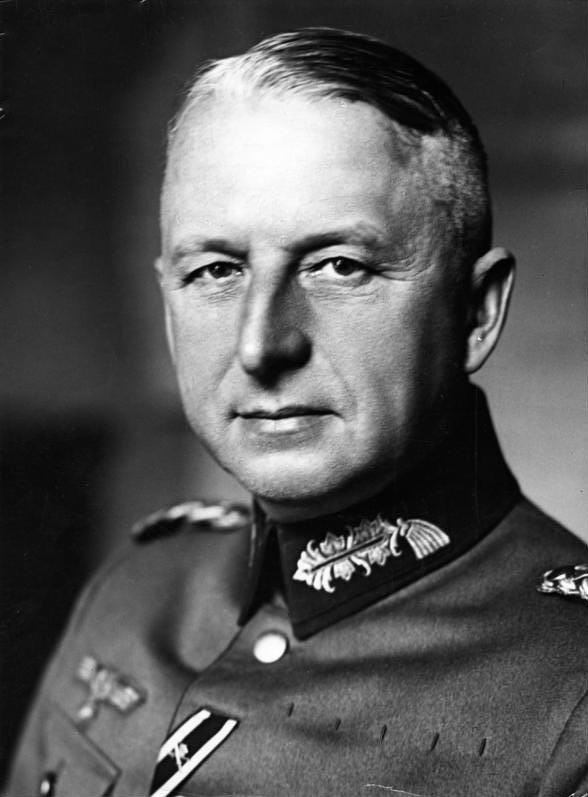
Erich von Manstein (1887–1973)

- Manstein, Ernst Sebastian von (1678–1747), russischer Generalleutnant
- Manstein, Ernst von (1794–1876), preußischer Generalleutnant
- Manstein, Georg Friedrich von (1702–1757), preußischer Offizier, zuletzt Obrist Friedrichs des Großen
- Manstein, Georg von (1844–1913), preußischer Generalleutnant
- Manstein, Gustav von (1805–1877), preußischer General der Infanterie
- Manstein, Hermann Johann Ernst von (1742–1808), preußischer Generalleutnant, Chef des Infanterieregiments Nr. 55, Gouverneur von Danzig
- Manstein, Johann Bernhard von (1740–1816), preußischer Generalmajor, Chef des Dragonerregiments Nr. 10, Erbherr auf Hermenhagen
- Manstein, Johann Dietrich von (1706–1759), preußischer Offizier, zuletzt Oberst Friedrichs des Großen, Kommandeur des Dragoner-Regiments Nr. 2
- Manstein, Johann Gottlieb Wilhelm von (1729–1800), preußischer Generalleutnant
- Manstein, Leopold Sebastian von (1717–1777), preußischer Generalleutnant
- Manstein, Mady (1928–1991), deutsche Fernsehansagerin
- Manstein, Melanie (* 1972), deutsche Schauspielerin
- Manstein, Samuel Alexander von (1773–1851), preußischer Generalmajor
- Manstein, Tim (* 1989), deutscher Fußballspieler
- Manstein, Wilhelm Dietrich von (1741–1809), preußischer Generalmajor
- Manster, Guy (* 2007), israelischer Schauspieler

### Mansu
- Mansuelli, Guido Achille (1916–2001), italienischer Klassischer Archäologe und Etruskologe
- Mansueti, Giovanni di Niccolò (1465–1527), italienischer Maler
- Mansuetus († 375), Bischof und Heiliger
- Mansuetus Annius, Gaius, antiker römischer Toreut
- Mansulino, Marco (* 1989), uruguayischer Fußballspieler
- Mansur, indischer Miniaturmaler
- Mansur bin Mutaib (* 1952), saudi-arabischer Politiker und Mitglied des Hauses Saud
- Mansur ibn Ziri, al- († 995), zweiter Herrscher der Ziriden in Ifriqiya (984–995)
- Mansur Uthman, al- (* 1435), Sultan der Mamluken in Ägypten
- Mansūr, Abū Yūsuf Yaʿqūb al- († 1199), Kalif der Almohaden (1184–1199)
- Mansur, Adli (* 1945), kommissarischer Staatspräsident Ägyptens und ägyptischer Präsident des Obersten Verfassungsgerichts
- Mansur, Akhtar († 2016), afghanischer Führer der Taliban
- Mansūr, al- (714–775), Kalif der Abbasiden (754–775)
- Mansur, Charles H. (1835–1895), US-amerikanischer Politiker
- Mansur, Hassan Ali (1923–1965), iranischer Politiker und Ministerpräsident Irans
- Mansur, Karim Ben (* 1995), deutscher Schauspieler und Musicaldarsteller
- Mansur, Mallikarjun (1910–1992), indischer Sänger
- Mansur, Mohammed bin Mohammed al- (1915–2016), jemenitischer Imam der Zaiditen
- Mansur, Radschab Ali (1895–1974), iranischer Politiker, Minister und Premierminister Irans
- Mansur, Sharon, israelische Fusionmusikerin (Piano, Keyboards, Komposition)Sharon Mansur

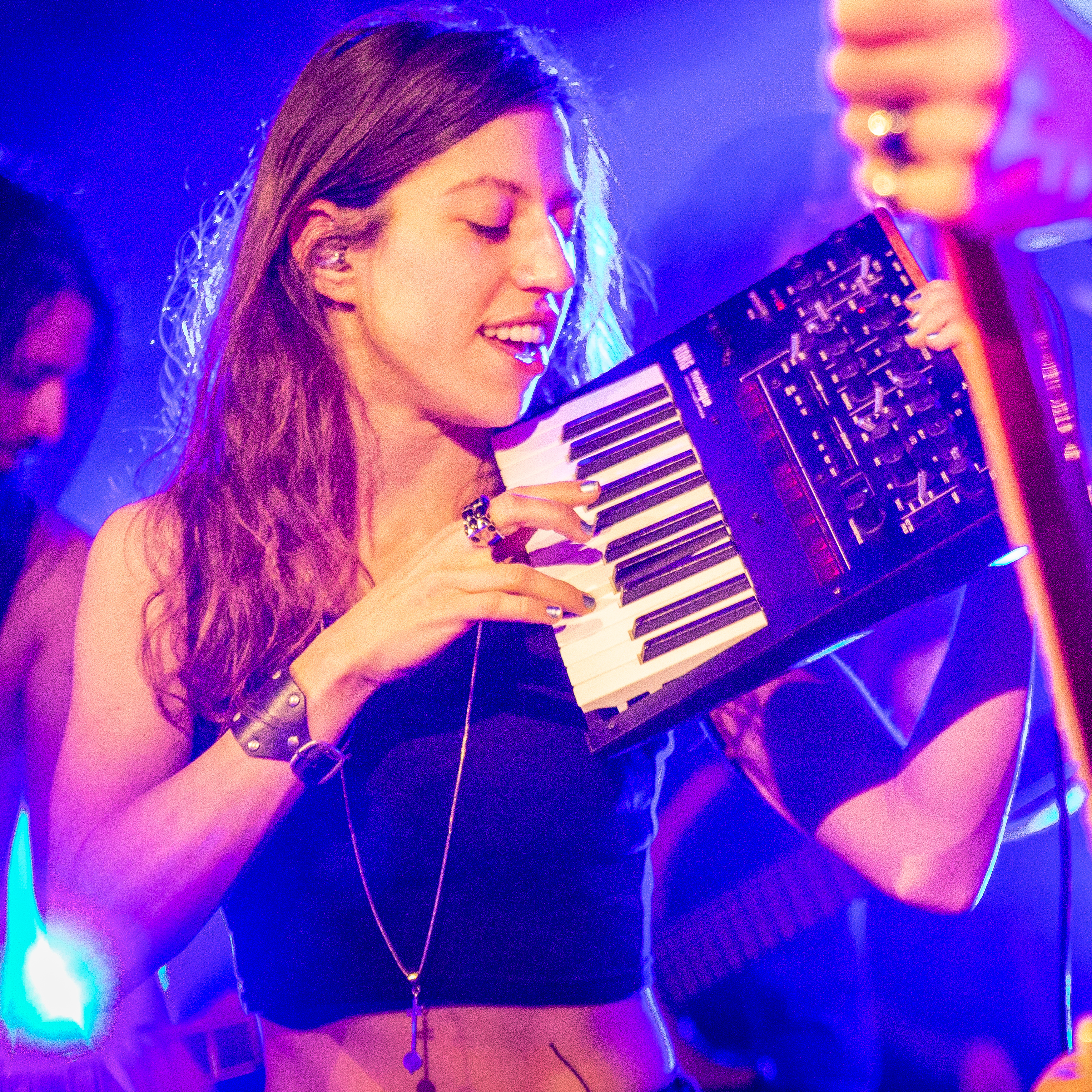
Sharon Mansur

- Mansur, Zophar M. (1843–1914), US-amerikanischer Politiker, Kriegsteilnehmer, Anwalt und Bankier
- Mansuri, Hassa al- (* 1983), Militärpilot und Astronaut aus den Vereinigten Arabischen Emiraten
- Mansuri, Mariam al- (* 1979), Kampfpilotin aus den Vereinigten Arabischen Emiraten
- Mansurjan, Tigran (* 1939), armenischer Komponist
- Mansuroglu, Can (* 1983), deutscher Journalist, Moderator und Filmproduzent
- Mansurov, Dilshod (* 1983), usbekischer Ringer
- Mansurov, Eldar (* 1952), aserbaidschanischer Musiker, Komponist und Songwriter
- Mansurov, Elşən (* 1962), aserbaidschanischer Kamantschespieler
- Mansurov, Fərid (* 1982), aserbaidschanischer Ringer
- Mansurov, Malik (* 1961), aserbaidschanischer Tarspieler und Musikpädagoge
- Mansurov, Muhiddin, Kaufmann, Aktivist und Politiker
- Mansurova, Jasmina (* 2005), usbekische Stabhochspringerin
- Mansurow, Fuat Schakirowitsch (1928–2010), sowjetischer Dirigent
- Mansurow, Tajyr (* 1948), kasachischer Politiker
- Mansuy, Elodie (* 1968), französische Badmintonspielerin
- Mansuy, Henri (1857–1937), französischer Archäologe
- Mansuy, Perrine (* 1971), französische Jazzmusikerin (Piano, Komposition)

### Mansv
- Mansveld, Alfred (* 1911), belgischer Bobsportler
- Mansveld, Regnerus van (1639–1671), niederländischer Philosoph
- Mansveld, Wilma (* 1962), niederländische Politikerin der PvdA

### Mansy
- Mansy, Aliyah El (* 1983), deutsche evangelische Theologin

### Mansz
- Mansztajn, Jakobe (* 1982), polnischer Dichter und Blogger